# I. e. 246
Évszázadok: i. e. 4. század – i. e. 3. század – i. e. 2. század
Évtizedek: i. e. 290-es évek – i. e. 280-as évek – i. e. 270-es évek – i. e. 260-as évek – i. e. 250-es évek – i. e. 240-es évek – i. e. 230-as évek – i. e. 220-as évek – i. e. 210-es évek – i. e. 200-as évek – i. e. 190-es évek
Évek: i. e. 251 – i. e. 250 – i. e. 249 – i. e. 248 –  i. e. 247 – i. e. 246 – i. e. 245 – i. e. 244 – i. e. 243 – i. e. 242 – i. e. 241

## Események

### Hellenisztikus birodalmak
- Egyiptomban meghal II. Ptolemaiosz. Utóda fia, III. Ptolemaiosz, aki feleségül veszi a korábban fellázadt Kürenaika uralkodónőjét, Berenikét; a régió így visszakerül uralma alá. Birodalma ekkor Egyiptom ősi, Nílus-völgyi királyságából, Kürenaikából, Júdeából, Dél-Szíria tengerpartjából, Ciprusból, és néhány égei-tengeri görög városból áll.
- II. Antiokhosz szeleukida király elhagyja új feleségét, Berenikét (II. Ptolemaiosz lányát) és visszatér a régihez, Laodikéhez. Laodiké azonban megmérgezi őt és közös fiukat, a 19 éves II. Szeleukoszt kiáltja ki uralkodónak. Támogatói Antiókhia közelében meggyilkolják Berenikét és gyermekeit.
- Bereniké fivére, III. Ptolemaiosz bosszút esküszik és megindítja hadseregét Szíria megszállására. Megkezdődik a harmadik szíriai háború (vagy Laodiké háborúja).
- Az egyiptomiak gyors sikereket aratnak, flottájuk eljut a Hellészpontoszig és elfoglalnak pár kisebb szigetet a kis-ázsiai partok mentén; Androsz mellett azonban vereséget szenvednek Szeleukosz szövetségesétől, a makedóniai II. Antigonosztól. Szíriában sikerül partraszállniuk és rövid időre Antiókhiát is elfoglalják.
- Laodiké ráveszi II. Szeleukoszt, hogy nevezze ki 13 éves öccsét, Antiokhoszt társuralkodóvá és bízza rá Kis-Ázsia kormányzását. Antiokhosz azonnal kikiáltja függetlenségét és a fivérek között kitör a háború.
- II. Szeleukosz szövetséget köt I. Diodotosz baktriai királlyal és feleségül adja hozzá egyik nővérét.
- Ptolemaiosz felesége, Bereniké feláldozza az isteneknek hosszú haját, hogy férje biztonságban hazatérjen a háborúból. Haja eltűnik az oltárról, Számoszi Konón udvari csillagász szerint Aphrodité csillagkonstellációként feltette az égre (Bereniké haja csillagkép).

### Itália
- Rómában Manlius Otacilius Crassust és Marcus Fabius Licinust választják consulnak.
- A praetorok számát egyről kettőre növelik, hogy csökkentsék a peres ügyek elmaradását és hogy szükség esetén legyen aki vezethet egy hadsereget abban az esetben, ha mindkét consul a határokon túl hadakozik.

### Kína
- Csin államban elkészül a Cseng Kuo-csatornarendszer, amely 25 ezer km2-nyi területet képes öntözni és további jövedelemet biztosít a hadsereg megerősítéséhez.

## Születések
- III. Arszinoé, egyiptomi királyné

## Halálozások
- II. Ptolemaiosz Philadelphosz, egyiptomi fáraó
- II. Antiokhosz Theosz, szeleukida király
- Bereniké, szeleukida királyné

## Fordítás
- Ez a szócikk részben vagy egészben  a(z)   246 BC című angol Wikipédia-szócikk ezen változatának fordításán alapul.  Az eredeti cikk szerkesztőit annak laptörténete sorolja fel. Ez a jelzés csupán a megfogalmazás eredetét és a szerzői jogokat jelzi, nem szolgál a cikkben szereplő információk forrásmegjelöléseként.